# Zjana Todorova
Zjana Todorova (bulgariska: Жана Тодорова), född 6 januari 1997 i Plovdiv, Bulgarien, är en volleybollspelare (libero).
Dimitrova spelade för VK Maritsa mellan 2015 och 2021 och har sedan dess spelat för SK Prometej. Med Maritsa vann hon sju bulgariska mästerskap (d.v.s. vann varje år hon spelade med klubben). Hon har spelat med Bulgariens landslag både på junior- och seniornivå, sedan 2013.